# Свети Никола (Белушино)
Вижте пояснителната страница за други значения на Свети Никола.
„Свети Никола“ (на македонска литературна норма: „Свети Никола“) е средновековна църква в крушевското село Белушино, част от Крушевско-Демирхисарската епархия на Македонската православна църква – Охридска архиепископия. Църквата е обявена за паметник на културата.
Църквата е разположена в северната част на селото. Според ктиторския надпис е изградена и изписана в 1671/1672 година. В архитектурно отношение е еднокорабен храм, зидан от камък и глина. Живописта напомня стила на Линотопската художествена школа. Храмът е запуснат, поради изселване на православното население от селото.